# Референдум про незалежність Боснії і Герцеговини
Референдум про незалежність Боснії і Герцеговини (хорв. Referendum o nezavisnosti Bosne i Hercegovine) — референдум про незалежність, що відбувався в Соціалістичній Республіці Боснії і Герцеговини з 29 лютого по 1 березня 1992 року. Проведений після перших вільних загальних виборів у Боснії та Герцеговині 1990 року та в умовах росту етнічної напруженості, що кінець кінцем призвела до розпаду Югославії. Виборці з числа босняків і боснійських хорватів активно підтримали незалежність, тоді як боснійські серби бойкотували референдум або зіткнулися з перешкоджанням їхній участі з боку органів влади боснійських сербів.
Загальна явка виборців становила 63,4%, з них 99,7% проголосували за незалежність. 3 березня голова Президії Боснії і Герцеговини Алія Ізетбегович проголосив незалежність Республіки Боснія і Герцеговина, а парламент ратифікував цей акт. 6 квітня Сполучені Штати і Європейське економічне співтовариство визнали Боснію і Герцеговину як незалежну державу, а 22 травня її прийняли у члени ООН разом із такими ж молодими державами Словенією та Хорватією.

## Передісторія
У листопаді 1990 року в Боснії та Герцеговині відбулися перші вільні парламентські вибори, в результаті яких до влади прийшли націоналістичні партії — по одній від кожного з трьох державотворчих народів країни: Партія демократичної дії (ПДД), яку очолював Алія Ізетбегович, Сербська демократична партія (СДП) під орудою Радована Караджича та Хорватська демократична співдружність (ХДС) під керівництвом Степана Клюїча. Ізетбеговича успішно висунули на голову Президії Боснії та Герцеговини, відповідно Юре Пелівана з ХДС обрали головою Ради Міністрів Боснії та Герцеговини, а представникові СДП Момчилу Країшнику доручили очолити парламент Боснії та Герцеговини.
Протягом 1990 року група сербських офіцерів Югославської Народної Армії та експертів із Департаменту психологічних операцій ЮНА розробляла «план RAM» з метою організувати сербів поза межами Сербії, прибрати до рук СДП і підготувати зброю та боєприпаси. У 1990 і 1991 роках серби в СР Хорватії та СР Боснії і Герцеговини проголосили низку сербських автономних областей (САО), пізніше об'єднавши їх задля створення Великої Сербії. Ще у вересні або жовтні 1990 року ЮНА почала озброювати боснійських сербів і організовувати з них ополчення. Того самого року ЮНА спробувала роззброїти Територіальну оборону Республіки Боснія і Герцеговина. До березня 1991 року ЮНА роздала приблизно 51 900 одиниць вогнепальної зброї сербським воєнізованим формуванням і 23 298 одиниць вогнепальної зброї членам СДП. Протягом 1991 і на початку 1992 року СДП істотно сербізувала правоохоронні органи, посилюючи політичний контроль сербів. На думку Ноеля Малкольма, «заходи, вжиті з боку Караджича та його партії — [проголошені сербські] автономні області, озброєння сербського населення, незначні локальні інциденти, безупинна пропаганда, прохання про «захист» союзної армії — достоту збігалися з тим, що вже було зроблено в Хорватії. Мало хто зі спостерігачів міг сумніватися, що діяв єдиний план».
На сесії 15 жовтня 1991 року боснійський парламент, стривожений існуванням «плану RAM», затвердив «Меморандум про суверенітет», скориставшись парламентським рухом за відновлення роботи парламенту після того, як Країшник закрив його та після того, як сербські депутати вийшли з нього. 24 жовтня 1991 року СДП сформувала Скупщину сербського народу Боснії та Герцеговини, а в листопаді провела референдум про те, щоб залишитися в складі Югославії. Водночас вона випустила «Інструкцію з організації та діяльності органів сербського народу в Боснії і Герцеговині в надзвичайних умовах», в якій наказувалося посадовцям СДП сформувати скупщини сербських громад і кризові штаби, забезпечити постачання для сербів і створити розгалужені комунікаційні мережі. У січні 1992 року Скупщина проголосила заснування Республіки сербського народу Боснії та Герцеговини  та її відокремлення. Боснійський уряд оголосив референдум неконституційним, а нове утворення самопроголошеним, яке не було визнано і на міжнародному рівні.

## Визнання
Наприкінці грудня 1991 року боснійські та хорватські політики попрохали Європейське економічне співтовариство (ЄЕС) визнати Боснію і Герцеговину зі Словенією, Хорватією та Македонією суверенними державами. Арбітражна комісія Мирової конференції щодо Югославії під головуванням Бадінтера, яку створила ЄЕС, спочатку відмовилася визнати Боснію і Герцеговину через «відсутність референдуму», при цьому визначаючи (серед іншого), що Югославія перебуває у процесі розпаду, а внутрішні кордони її республік не можуть бути змінені без згоди. У січні 1992 р. ЄЕС постановило, що «не може вважатися повністю встановленою воля народів Боснії і Герцеговини створити Соціалістичну Республіку Боснія і Герцеговина (СРБГ) як суверенну та незалежну» і порадило «референдум усіх громадян СРБГ без різниці». Та це було нелегкою справою, оскільки сербська влада заважала своїм людям брати в ньому участь.  Того самого місяця Слободан Милошевич видав таємний наказ про переведення всіх народжених у Боснії та Герцеговині офіцерів ЮНА до Соціалістичної Республіки Сербії і зарахування їх до нової армії боснійських сербів. 23 січня голова Ради Міністрів ЄЕС Жоао де Деуш Пінейро зазначив, що ЄЕС визнає Боснію і Герцеговину, якщо буде схвалено референдум про незалежність.
25 січня в парламенті відбулися дебати щодо референдуму, які завершилися тим, що сербські депутати покинули свої місця після того, як їхні боснійські та хорватські колеги відхилили пропозицію сербів про те, щоб його визначила Рада національної рівності, яка ще не сформувалася. Після того, як Момчило Країшник спробував перенести сесію, його замінив член ПДД, і пропозицію про проведення референдуму було ухвалено за відсутності СДП. Оскільки референдум мав на меті змінити статус Боснії та Герцеговини з союзної республіки у складі Югославії на суверенну державу, він порушив Конституцію Югославії (такі референдуми не входили до компетенції Скупщини Соціалістичної Республіки Боснії та Герцеговини, отже вона перевищила свої повноваження). За югославською конституцією, зміна кордонів Югославії була неможлива без згоди всіх республік. Референдум був також неконституційним із точки зору Конституції Соціалістичної Республіки Боснії та Герцеговини. Поправка LXX до конституції встановила раду, якій доручали здійснювати право на рівність націй і народностей Боснії і Герцеговини. Раді належало розглянути пропозицію референдуму про «статус Боснії та Герцеговини», оскільки такий референдум безпосередньо впливав на «засади рівності між націями та народностями».
Громадяни Соціалістичної Республіки Боснія і Герцеговина на референдумі, що відбувся 29 лютого і 1 березня 1992 року, проголосували за незалежність Її рішуче схвалили виборці з числа босняків (боснійських мусульман) і боснійських хорватів, тоді як боснійські серби значною мірою референдум бойкотували або їхні органи влади перешкоджали їм долучитися. На думку СДП, незалежність обернулася б для сербів становищем «національної меншини в ісламській державі». Вона силами озброєних нерегулярних підрозділів блокувала доставку виборчих урн і розкидала листівки із заохоченням до бойкоту, хоча тисячі сербів у великих містах проголосували за незалежність. Протягом усього періоду голосування траплялися вибухи й стрілянина. Явка виборців становила 63,4 відсотка, з яких 99,7% проголосували за незалежність. Одначе референдум не зміг одержати конституційну більшість у дві третини голосів, оскільки в ньому взяли участь тільки 63,4% виборців, які мали право голосу. 3 березня Алія Ізетбегович проголосив незалежність Республіки Боснія і Герцеговина, а боснійський парламент ратифікував цей політико-правовий акт.

Прапор Боснії і Герцеговини, прийнятий новоутвореною Республікою Боснія і Герцеговина

4 березня Державний секретар Сполучених Штатів Джеймс Бейкер закликав ЄЕС визнати Боснію і Герцеговину, а 6 березня Ізетбегович попрохав міжнародного визнання. 10 березня спільною заявою США та ЄЕС погодилися визнати Словенію і Хорватію. У ній також висловлено згоду з необхідністю визнання Македонії та Боснії і Герцеговини, якщо Боснія і Герцеговина «невідкладно ухвалить конституційні положення, які забезпечать мирний та гармонійний розвиток цієї республіки в її наявних кордонах». 7 квітня Сполучені Штати та ЄЕС визнали Боснію і Герцеговину незалежною державою, а інші члени міжнародної спільноти це зробили на початку квітня. Того дня ватажки боснійських сербів оголосили незалежність і перейменували своє самопроголошене утворення на Республіку Сербську. 12 травня Скупщина боснійських сербів ухвалила «Шість стратегічних цілей сербської нації»; Радован Караджич зазначив: «Перша така мета — це розділення двох національних громад: розділення держав, відокремлення від тих, хто є нашими ворогами і хто користувався будь-якою нагодою, особливо в цьому столітті, щоб на нас напасти, і хто продовжив би таку практику, якби ми залишалися разом в одній державі.» 22 травня Боснію та Герцеговину прийняли до Організації Об'єднаних Націй.

## Результати референдуму
Референдум про незалежність Боснії і Герцеговини
| 99,7% | 0,3%  |  |
| За    | Проти |  |

| Результати | Результати | Результати |
|            | Голосів    | Разом      |
| ---------- | ---------- | ---------- |
| Так        | 2 061 932  | 99,71%     |
| Ні         | 6037       | 0,29%      |
| Дійсні     | 2 067 969  | 99,75%     |
| Недійсні   | 5227       | 0,25%      |
| Разом      | 2 073 196  | 100.00%    |
| Явка       | 63,72%     | 63,72%     |
| Електорат  | 3 253 847  | 3 253 847  |

## Наслідки

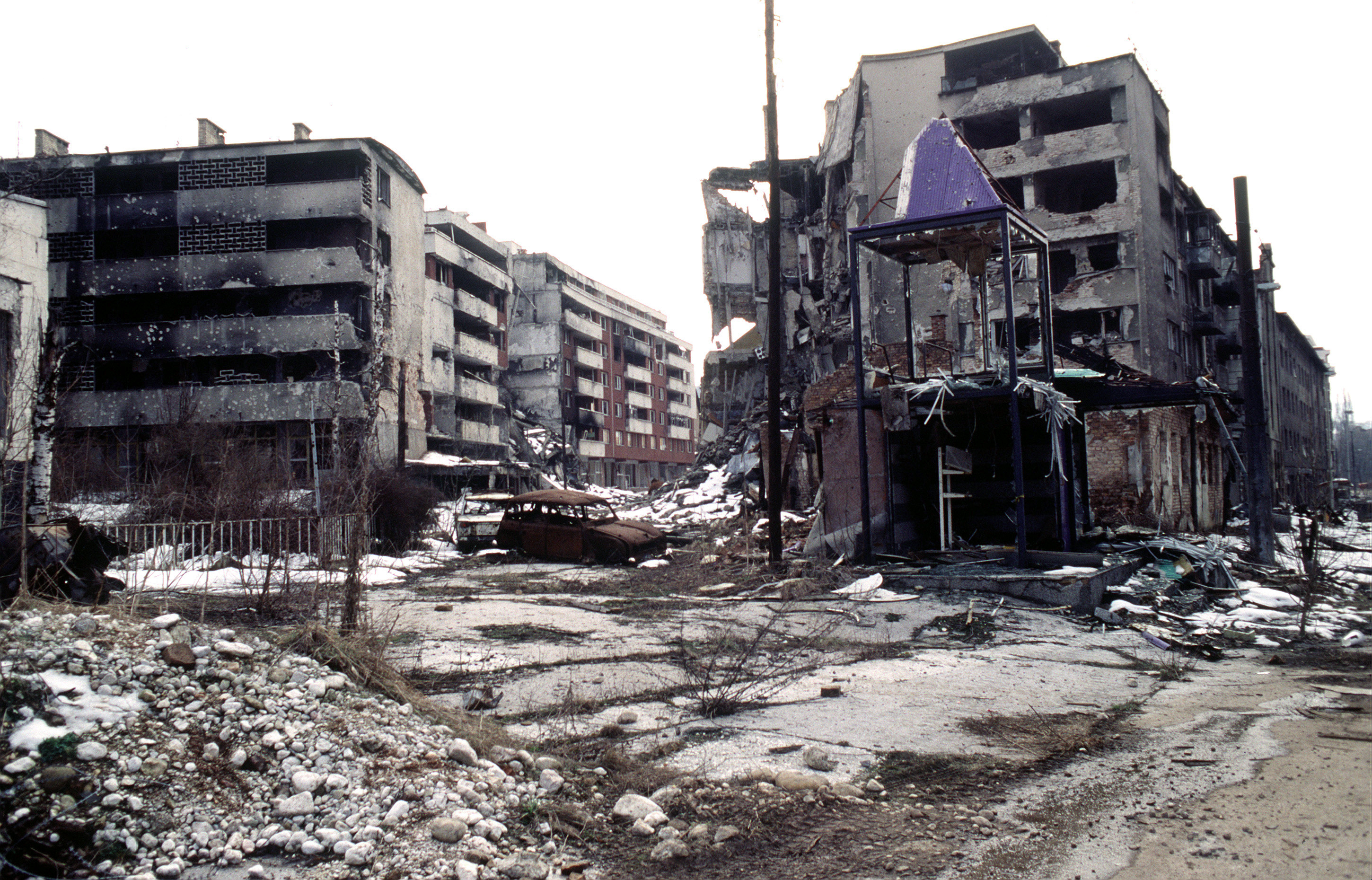
Тяжко пошкоджені багатоквартирні будинки в сараєвському районі Грбавиця

Через місяць після визнання почалася облога Сараєва, до цього часу боснійські серби з допомогою Армії Республіки Сербської (АРС) оволоділи 70% Боснії та Герцеговини. АРС підтримувала Югославія, а боснійську армію — новостворена Республіка Хорватія та невизнана протодержава Герцег-Босна.
Війна тривала три роки, забравши загалом життя понад 100 тис. людей. Різанина в Бієліні, Сребрениці та на ринку Маркале набули широкого розголосу в ЗМІ, тим самим привернувши увагу до конфлікту.

## Виноски
1. ↑  Lukic та Lynch, 1996, с. 202.
2. ↑  Allen, 1996, с. 56.
3. ↑  Judah, 2000, с. 170.
4. ↑  Lukic та Lynch, 1996, с. 203.
5. ↑  Bugajski, 1995, с. 15.
6. 1 2  Ramet, 2006, с. 414.
7. 1 2  OREA, 2002, с. 135.
8. 1 2  Lukic та Lynch, 1996, с. 204.
9. ↑  Toal та Dahlman, 2011, с. 108.
10. 1 2 3 4 5  Nettelfield, 2010, с. 67.
11. 1 2  Ramet, 2006, с. 382.
12. 1 2  HRW та August 1992, с. 18.
13. ↑  Pellet, 1992, с. 178, 185.
14. 1 2  Walling, 2013, с. 93.
15. ↑  Burg та Shoup, 2000, с. 96.
16. ↑  Silber та Little, 1997, с. 218.
17. ↑  Burg та Shoup, 2000, с. 99.
18. ↑  Burg та Shoup, 2000, с. 105.
19. ↑  Lauterpacht та Greenwood, 1999, с. 140.
20. ↑  Lauterpacht та Greenwood, 1999, с. 141.
21. ↑  Lauterpacht та Greenwood, 1999, с. 141-142.
22. ↑  CSCE та 12 March 1992, с. 19.
23. ↑  Toal та Dahlman, 2011, с. 110.
24. 1 2 3  Gow, 2003, с. 173.
25. ↑  Velikonja, 2003, с. 238.
26. ↑  Sudetic та 29 February 1992.
27. ↑  CSCE та 12 March 1992.
28. ↑  Halpern, 2000, с. 107.
29. ↑  Burg та Shoup, 2000, с. 118.
30. 1 2  Burg та Shoup, 2000, с. 101.
31. ↑  Binder та 8 April 1992.
32. ↑  HRW та August 1992, с. 20.
33. 1 2  Nettelfield, 2010, с. 68.
34. ↑  Hoare, 2010, с. 126.